# Charlotte Sieglin
Antje Charlotte Sieglin (Bremen, 23 de agosto de 1979) es una actriz alemana de cine, teatro y televisión.

## Carrera
Sieglin apareció ante las cámaras por primera vez en el telefilme Nice People en 2002, luego de realizar talleres de teatro. En 2005 actuó en el largometraje Klimt junto con John Malkovich. Por su interpretación en la cinta, recibió un Premio Undine como mejor actriz de reparto joven en 2006. Paralelamente siguió llevando a cabo su carrera como actriz de teatro en su país natal, y ha aparecido en varios largometrajes y series de televisión, figurando recientemente en la popular serie Babylon Berlin.

## Filmografía

### Teatro
- 2003–2004: Schauspielhaus Bochum
- 2005–2009: Staatstheater Schwerin
- 2014: Jedermann-Festspiele Wismar als Buhlschaft

### Cine y televisión
- 2002: Nette Leute
- 2002: Schatten
- 2004: Gerade jetzt
- 2005: So nah so fern
- 2005: Maskenball
- 2005: Klimt
- 2007: Eine Art der Einsamkeit
- 2007: Nachtfahrt
- 2008: Männer
- 2010: Takiye
- 2012: Die Männer der Emden
- 2018: Herzkino Märchen: Der Froschkönig
- 2019: Gute Zeiten, schlechte Zeiten